# Hydriomena muscona
Hydriomena muscona là một loài bướm đêm trong họ Geometridae.